# Kcynia
Kcynia (deutsch Exin) ist eine Stadt im Powiat Nakielski der Woiwodschaft Kujawien-Pommern in Polen. Sie ist Sitz der gleichnamigen Stadt-und-Land-Gemeinde mit etwa 13.500 Einwohnern.

## Geschichte
Das genaue Datum der Ortsgründung ist nicht bekannt. Im Jahr 1086 wurde eine Kirche errichtet, die dem heiligen Ägidius (Święty Idzi) geweiht war. Am 29. Juni 1262 erhielten die Ritter Jan und Ryner vom großpolnischen Herzog Bolesław Pobożny für den Ort Stadtrecht nach Magdeburger Recht. Nachdem ein großes Feuer in dem Ort gewütet hatte, erließ der polnische König Sigismund II. August dem Ort 1552 für fünf Jahre alle Abgaben. 1632 erlaubt Władysław IV. Wasa der Stadt Zölle zu erheben. Während des Zweiten Nordischen Kriegs kam es 1656 bei Kcynia zu einer Schlacht zwischen der polnischen Armee unter Stefan Czarniecki und der schwedischen unter Karl X. Gustav. Die Schweden gingen aus dieser Schlacht erfolgreich hervor. Bei der Ersten Teilung Polens kam die Stadt 1772 an Preußen. 1776 wurde der Ort an das Preußische Postsystem angeschlossen. Eine evangelische Kirche wurde 1780 errichtet.
Die preußische Zeit der Stadt wurde 1807 bis 1815 durch die Zugehörigkeit zum Herzogtum Warschau unterbrochen.
Unter Anführung mehrerer polnischer Edelleute wurde in der Nacht vom 7. zum 8. Mai 1848 die Stadt überfallen. Bei dieser Gelegenheit kamen gegen 40 Menschen ums Leben, die Stadt wurde an drei Stellen in Brand gesteckt, die deutschen Einwohner unter dem Vorwand der Entwaffnung geplündert. Dem Überfall waren öffentliche Waffenübungen deutscher Kolonisten unter Führung eines Herrn von Treskow vorangegangen, die bei der polnischen Bevölkerung eine Missstimmung erzeugten.
1867 wurde ein Postgebäude errichtet. Im Jahr 1888 wurde Exin an das Schienennetz von Gnesen (Gniezno) nach Nakel (Nakło nad Notecią) angeschlossen.

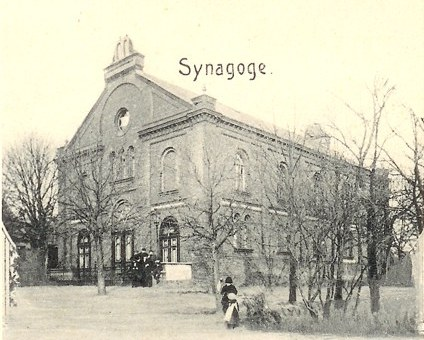
Synagoge, Anfang des 20. Jahrhunderts. 1939 zerstört

1893 wurde die erste Freiwillige Feuerwehr gebildet. Im Schuljahr 1906/1907 kam es, ähnlich dem Wreschener Schulstreik, zu einem Streik, als Deutsch auch für den Religionsunterricht als Pflichtsprache eingeführt wurde. 1908 wurde das Schienennetz erweitert und die Stadt erhielt Bahnverbindungen nach Bromberg (Bydgoszcz) und Posen (Poznań). 1913 wurde der Bau des Bahnhofsgebäudes abgeschlossen.
Nach Ende des Ersten Weltkrieges kam die Stadt 1919 bzw. aufgrund des Versailler Vertrags offiziell zum 10. Januar 1920 an die Zweite Polnische Republik.
Im September 1939 wurde die Stadt von der deutschen Wehrmacht im Rahmen des Überfalls auf Polen besetzt und wenig später dem Reichsgau Wartheland völkerrechtswidrig zugeordnet. Der Ort erhielt zunächst seinen deutschen Namen Exin wieder, später wurde er vorübergehend in Prien am Berge (nach dem deutschen U-Boot-Kommandanten Günther Prien) umbenannt.
Am 21./22. Januar 1945 rückte die Rote Armee in die Stadt ein. Bald nach der Besetzung wurde die Stadt wieder der Volksrepublik Polen zurückgegeben.
Bereits 1945 wurden die Mittelschule und das Gymnasium wieder eröffnet. 1980 wurde im Ort die Gewerkschaft Solidarność aktiv, musste aber bei Ausrufung des Kriegszustandes im Jahr 1981 ihre offizielle Tätigkeit einstellen.

### Bevölkerungsentwicklung
1783 gab es in der Stadt 703 Einwohner, davon waren 374 katholisch, 174 jüdisch und 155 evangelisch. 1837 war die Zahl der Einwohner auf 2074 angewachsen, davon waren 1048 katholisch, 717 jüdisch und 309 evangelisch. 1890 lebten 2814 Menschen im Ort, davon waren 1815 katholisch, 708 evangelisch und 291 jüdisch. 1650 Einwohner (58,6 %) waren dabei Polen. 1913 hatte die Stadt 4000 Einwohner, darunter 3000 Katholiken, 800 Protestanten und 200 Juden Bei der Zählung 1938 waren von den 4554 Einwohnern 4159 polnisch, 327 deutsch und 68 jüdisch.
Nachfolgend die Einwohnerentwicklung graphisch.

## Kultur und Sehenswürdigkeiten

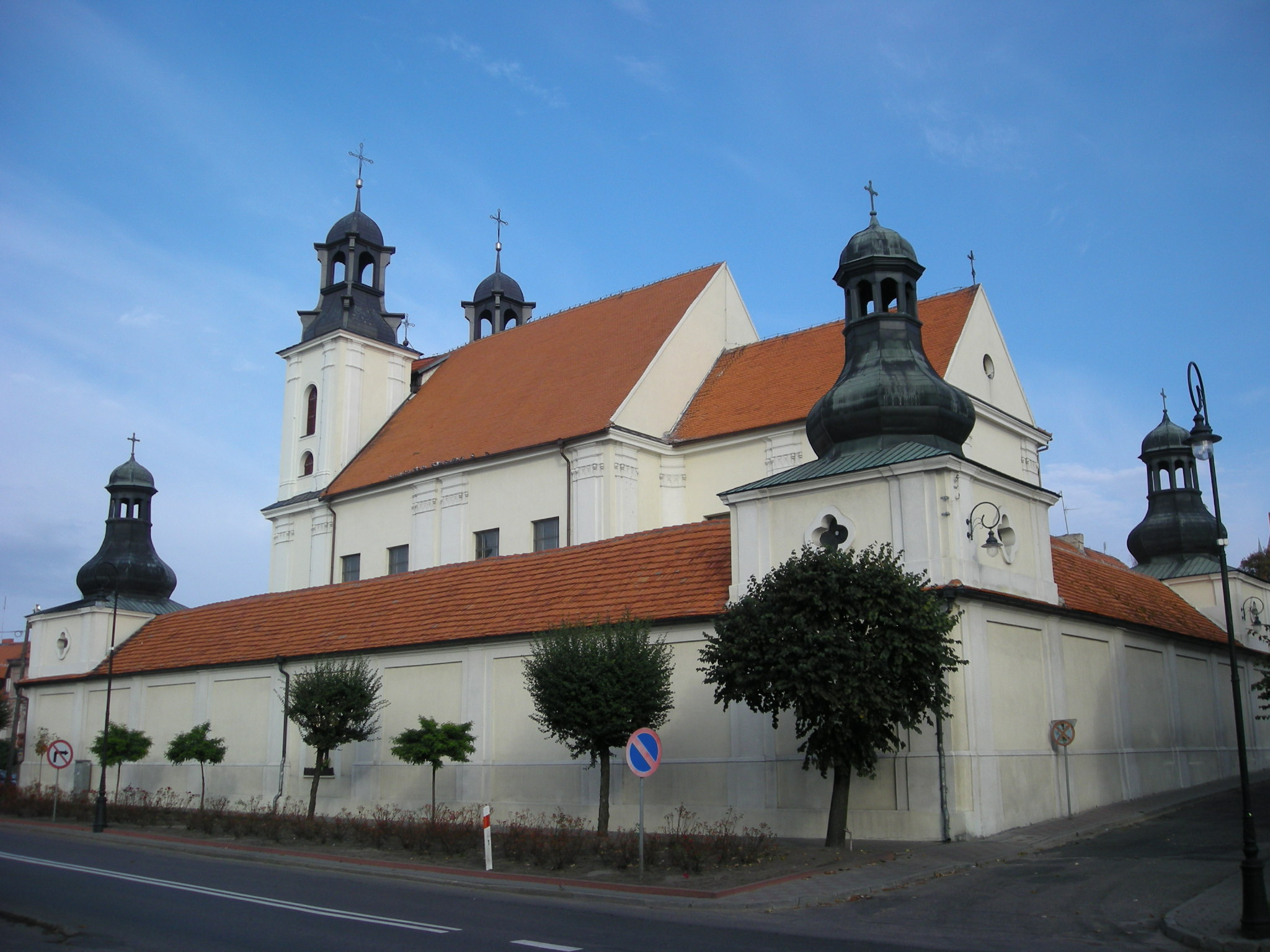
Spätbarocke Kirche der Karmeliten

- die spätbarocke Kirche der Karmeliten, errichtet in den Jahren 1788 bis 1890
- die Kirche des Erzengels Michael aus der Spätgotik/Renaissance aus dem Jahr 1631

## Gemeinde
Zur Stadt-und-Land-Gemeinde (gmina miejsko-wiejska) Kcynia gehören die Stadt und 36 Dörfer mit Schulzenämtern (sołectwa). Sie hat eine Fläche von 297 km².

## Wirtschaft und Infrastruktur

### Verkehr
Die Stadt Kcynia wird von der Woiwodschaftsstraße 241 (droga wojewódzka 241) durchquert. Diese führt im Nordosten nach etwa 17 Kilometern durch Nakło nad Notecią, wobei sie die Landesstraße 10 (droga krajowa 10) kreuzt. In südwestlicher Richtung führt die 241 nach 27 Kilometern durch Wągrowiec und endet schließlich nach etwa 45 Kilometern bei Rogoźno mit der Einmündung in die Landesstraße 11.
Die Woiwodschaftsstraße 247 beginnt in Kcynia und endet im Osten nach etwa 20 Kilometern mit der Einmündung in die Woiwodschaftsstraße 246 bzw. die Europastraße 261/Landesstraße 5.
Kcynia hat einen Bahnhof an der hier nur noch im Güterverkehr betriebenen Bahnstrecke Oleśnica–Chojnice und an der hier stillgelegten Bahnstrecke Poznań–Bydgoszcz.
Der nächste internationale Flughafen ist der Ignacy-Jan-Paderewski-Flughafen Bydgoszcz, der sich etwa 35 Kilometer nordöstlich der Stadt befindet.

### Bildung
In Kcynia gibt es die Jan-Czochralski-Grundschule (szkoła podstawowa im. Jana Czochralskiego), die Mittelschule der Großpolnischen Aufständischen (Gimnazjum im. Powstańców Wielkopolskich) sowie den Schulkomplex Nr. 1 (Zespół Szkół nr 1). Weiterhin gibt es eine Berufsschule (Zasadnicza Szkoła Zawodowa).

## Persönlichkeiten
- Michael Gockowski (1728–1788), Burggraf von Exin[9]
- Otto Krümmel (1854–1912), Geograph, Pionier der modernen Ozeanographie
- Ismar Boas (1858–1938), Arzt und Begründer des Fachgebiets der Gastroenterologie
- Jan Czochralski (1885–1953), Chemiker, Erfinder des Czochralski-Verfahrens
- Caesar Caspar Aronsfeld (1910–2002), Historiker
- Horst Bastian (1939–1986), Schriftsteller